# Talarurus
Talarurus is een geslacht van uitgestorven plantenetende dinosauriërs dat behoorde tot de Ankylosauridae. Talarurus leefde zo'n 98 tot 83 miljoen jaar geleden in het gebied van het huidige Mongolië. Het dier werd zo'n vijf meter lang. Bijzonder aan Talarurus is dat hij volgens zijn beschrijver aan zijn achterpoten vier tenen had, terwijl andere Ankylosauridae drie tenen hadden aan elke achterpoot. Vermoedelijk is dit echter het gevolg van een foute reconstructie.

## Vondst en naamgeving
In 1948 vond de Sovjet-Mongoolse paleontologische expeditie naar de Gobiwoestijn bij Bajan-Sjiree, nabij Dornogov, de resten van ankylosauriërs.
In 1952 benoemde en beschreef op basis hiervan Jevgeni Aleksandrovitsj Malejev de typesoort Talarurus plicatospineus. De geslachtsnaam is afgeleid van het Oudgriekse τάλαρος, talaros, 'korf', en οὐρά, oura, 'staart', een verwijzing naar de korfvormige knots op het eind van de staart. Het is mede een verwijzing naar de verstrengelde werveluitsteeksels die de 'hendel' van de knots verstijven, en die als een mandje vervlochten zijn. De soortaanduiding is afgeleid van het Latijnse plicatus, 'gevouwen', en spina, 'doorn', een verwijzing naar de naar onder gevouwen doornen op het pantser van de halsbergen.

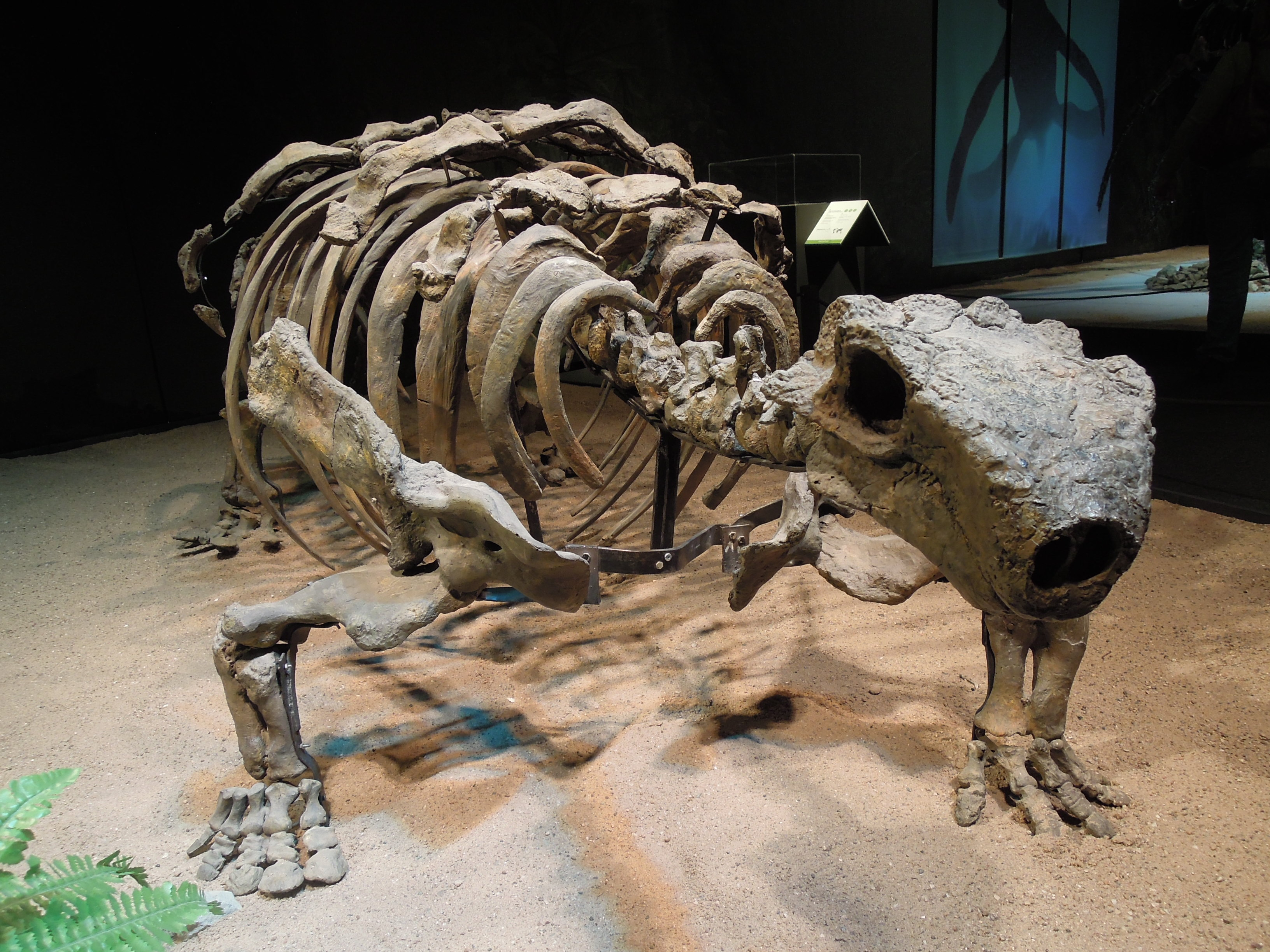
De "foute" skeletopstelling uit het PIN

Het holotype, PIN 557, is gevonden in een laag van de Bayan Shireh-formatie die wellicht dateert uit het vroege Santonien en dan ongeveer vijfentachtig miljoen jaar oud zou zijn; het kan ook het late Cenomanien zijn. Het bestond volgens Malejev uit een skelet met schedel. Dat omvatte dan: de achterkant van de schedel, talrijke wervels, ribben, een stuk schoudergordel, een linkervoorpoot, een stuk darmbeen, een zitbeen en een rechterachterpoot. In feite gaat het bij het postcraniaal skelet om resten van minstens zes individuen. Die werden gecombineerd tot een skeletopstelling in het Paleontologisch Instituut te Moskou. Hierbij ging echter een en ander mis. Eén fout die de moderne beschouwer meteen opvalt, is het in volledige spreidstand plaatsen van de voorpoten. Minder in het oog springend is dat halsbergen van de nek ook op de romp zijn gehangen, om een mooi lichaamspantser te laten zien. Opvallend is ook dat de voet vier tenen heeft. Aangezien alle andere ankylosauride verwanten er drie hebben, suggereerde Victoria Megan Arbour in 2014, na persoonlijke inspectie van de opstelling, dat de extra teen het resultaat is van de creativiteit van de opstellers, geen authentiek kenmerk. De voet is duidelijk een composiet van meerdere exemplaren. Ook de schedel is fantasierijk gereconstrueerd. Later is uit dezelfde formatie nog een schedeldak en fragmentarisch skelet toegewezen, specimen PIN 3780/1 door een Sovjet-Mongoolse expeditie bij Baisjin-Tsav gevonden, in 1975. Teresa Maryańska viel al in 1977 op dat het skelet een composiet was van, zoals zij toen nog dacht, minstens drie individuen en koos het schedeldak als het lectotype: PIN 557-91.
Later hebben Koreaans-Mongoolse expedities, in het kader van het sinds 2006 lopende Korea-Mongolia Joint International Dinosaur Project, meer materiaal opgegraven dat aan Talarurus is toegewezen. Bij Bajan-Sjiree zijn gevonden de specimina MPC KID 154: een wervelboog van een ruggenwervel; MPC KID 167: een ruggenwervel met een halsberg; MPC KID 185: een stuk ravenbeksbeen, MPC KID 186: quadratum met hoorn, MPC KID 187: een staartwervel met chevron, halsberg en staartknots; en MPC KID 166: een schedel. Bij Sjine Oes Choedag zijn gevonden de specimina MPC KID 151: een hersenpan; KID MPC 155: zeven ruggenwervels, drie staartwervels, ribben, darmbeenderen, een heiligbeen, zitbeenderen, osteodermen en verbeende pezen; MPC KID 162: schedelfragmenten, een stuk onderkaak, twee staartwervels, een rib, een scheenbeen met sprongbeen, kuitbeen met hielbeen en voetwortelbeentje, kootjes, halsbergfragmenten en een osteoderm — dit laatste specimen is overigens wellicht niet van één individu afkomstig. Al dit latere materiaal is nog onbeschreven. In 2017 werd de hersenpan beschreven van een door de Koreanen gevonden schedel, specimen MPC-D 100/1354. In 2019 werd gemeld dat deze in 2007 opgegraven was, samen met skelet inclusief schedel MPC-D 100/1355 en derde schedel MPC-D 100/1356.
In 1977 werd een tweede soort benoemd toen Maryańska Syrmosaurus disparoserratus Maleev 1952 hernoemde tot Talarurus disparoserratus. In 1987 werd dit het aparte geslacht Maleevus. Maryańska verwierp in 1977 de conclusie van Walter Preston Coombs dat Talarurus een synoniem van Euoplocephalus zou zijn.

## Beschrijving

### Grootte en onderscheidende kenmerken

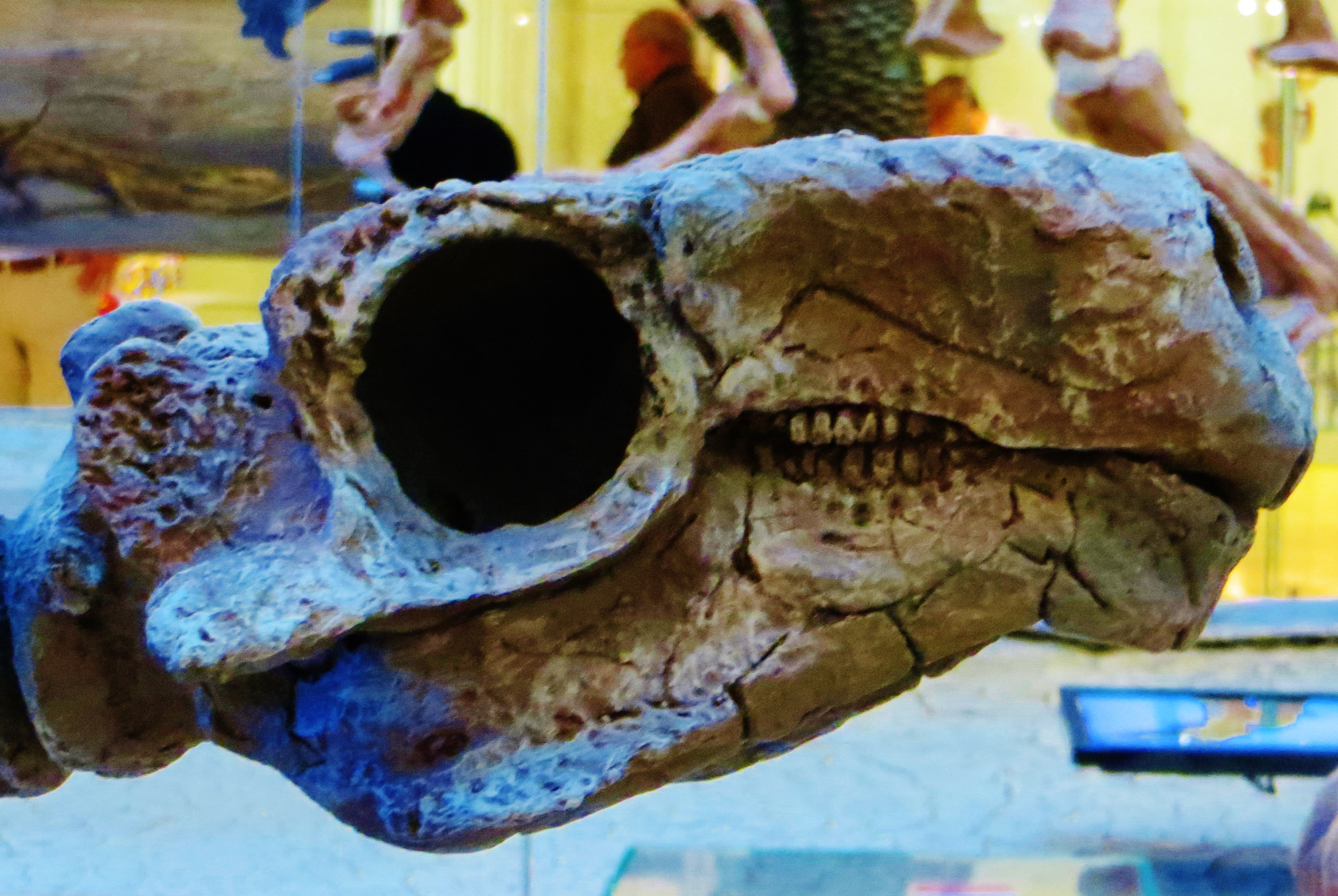
Van deze karakteristieke schedel is alleen de bovenkant authentiek; de rest is fantasie

Talarurus is een middelgrote ankylosauriër. In 2010 schatte Gregory S. Paul de lichaamslengte op vijf meter, het gewicht op twee ton.

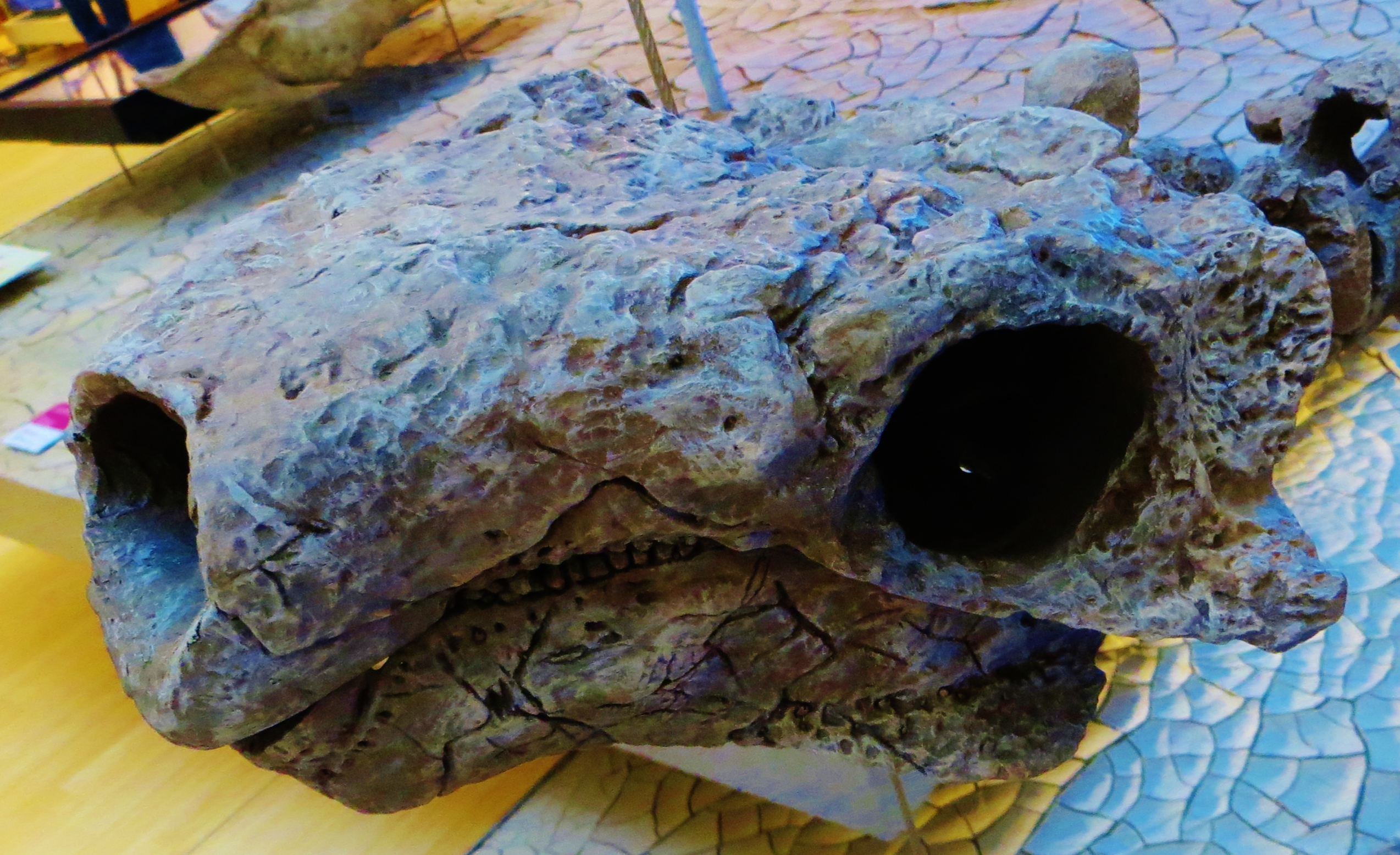
De verheven zone tussen de oogkassen in de vorm van een V was tot 2019 het enige bekende unieke kenmerk van Talarurus maar bleek een kwestie van variatie

Een diagnose die Malejev in 1956 gaf en de diagnose in een beschrijving door Tatjana Toemanova uit 1987, geven voornamelijk kenmerken die ook bij andere ankylosauriden voorkomen. Arbour wist in 2014 één uniek kenmerk, autapomorfie, vast te stellen: op de voorhoofdsbeenderen bevindt zich een V-vormige verheven zone. Daarnaast verschilt Talarurus van alle andere ankylosauriden met uitzondering van de Amerikaanse Nodocephalosaurus in het bezit van kegelvormige caputegulae, kopplaatjes, met cirkelvormige bases op de zone van de voorhoofdsbeenderen en neusbeenderen.
In 2019 werd duidelijk dat de V-vorm de rand was van de fronto-parietale plaat en dat die ook recht of W-vormig kon zijn. Als geval van individuele variatie was het dus geen geldig onderscheidend kenmerk. De nieuwe schedels stonden echter toe een groot aantal aanvullende autapomorfieën vast te stellen. Tussen de neusgaten ligt een enkelvoudige caputegula die naar voren uitsteekt. Op de voorste snuit bevinden zich twintig platte of holle caputegulae die samen vooraan omgeven worden door een brede trog. Op de overgang van de bovenkant en zijkant van de snuit bevindt zich een langwerpige caputegula die verticaal gericht is, met een oppervlak doorboord door putjes. Boven de achterste bovenhoek van het bovenkaaksbeen bevindt zich een langwerpige caputegula die samenhangt met het traanbeen. Op het achterste schedeldak liggen in de lengterichting twee grote caputegulae, omgeven door kleinere ruitvormige panterplaatjes. De binnenste caputegula boven de oogkas is klein maar langwerpig. De achterste caputegula boven de oogkas is viermaal groter dan de voorste. De achterste caputegula boven de oogkas heeft drie evenwijdige groeven op het bovenvlak. De ring van osteodermen achter de oogkas loopt naar beneden uit tot haat de voorste onderrand van de jukbeenhoorn. Een lengtegroeve loopt taps toe tot aan het spits van de jukbeenhoorn. Bij de rij osteodermen op de achterhoofdrand zijn de buitenste vier- tot vijfmaal groter dan de overige. Bij het verhemelte ligt de onderrand van de kiel die van het pterygoïde naar de ploegschaarbeenderen loopt hoger dan het niveau van de tandkassen.
Daarnaast is er een unieke combinatie van op zich niet unieke kenmerken. De basis van de jukbeenhoorn is ingesnoerd tot een 'nek', zoals bij Pinacosaurus mephistocephalus en Minotaurasaurus. Aan het basisfenoïde van de onderste hersenpan zijn de tubercula basilaria middenin gescheiden net als bij Akainacephalus en Gobisaurus. Op het achterhoofd steken de processus paroccipitales niet ver uit, niet eens de hoorns op de squamosa halend, een kenmerk gedeeld met Akainacephalus en Minotaurasaurus.

### Skelet

#### Schedel

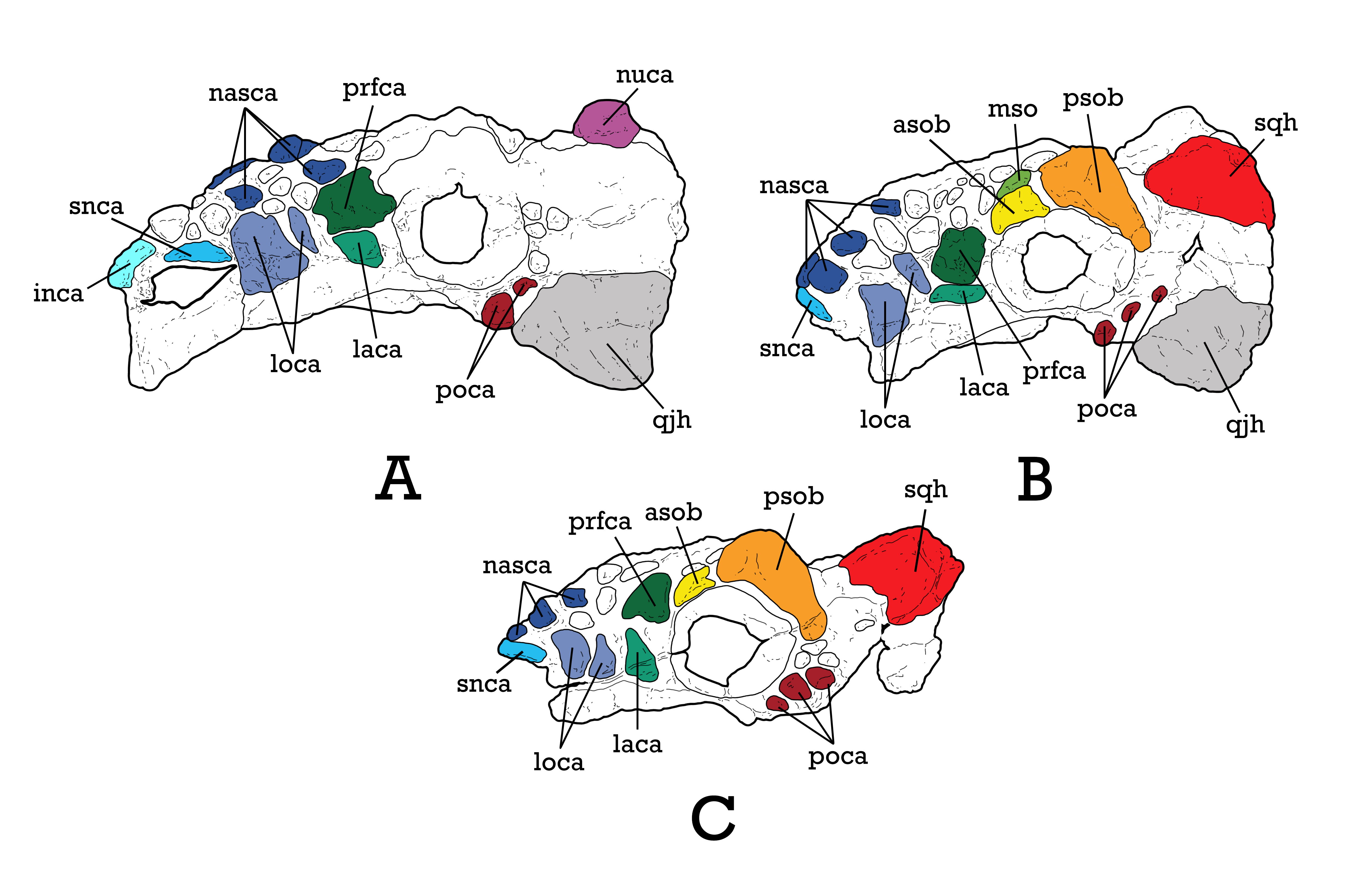
Diagram van de verschillende schedels

De schedel en onderkaken van de opstelling in Moskou zijn grotendeels gebaseerd op giswerk. Veel van de reconstructie is daarbij niet plausibel. Dit geldt vooral de grote oogkassen en naar voren gerichte neusgaten, die niet bepaald waarschijnlijk zijn. Van het hoofd kan in feite alleen iets gefundeerds gezegd worden over het schedeldak en het achterhoofd.
Zoals gereconstrueerd heeft de schedel een lengte van vierentwintig centimeter. Het schedeldak is trapeziumvormig en loopt naar voren licht spits toe. De snuit is plat, een basaal kenmerk. Midden op de achterste snuit bevindt zich een V-vormige verheffing die nogal groot is. Wellicht is dit een centrale driehoekige caputegula. Deze heeft aan weerszijden twee paar veel kleinere rondere caputegulae. Daarnaast bevinden zich per zijde de twee vrij grote osteodermen boven de oogkas die een continue rand vormen: een op het voorste supraorbitale en een op het achterste supraorbitale. Daarachter bevinden zich de squamosale hoorns waarvan de grootte onbekend is maar die in ieder geval een forse basis hebben. De achterrand van de schedel wordt versierd door twee paar osteodermen waarvan de buitenste verreweg de grootste zijn. Op de neus liggen kleine ronde plaatjes met dezelfde omvang als die van de achterste snuit. De bovenkant van de neusholte wordt gevormd door het neusbeen, alsmede het tussenschot. Deze bovenkant toont geen adergroeven.

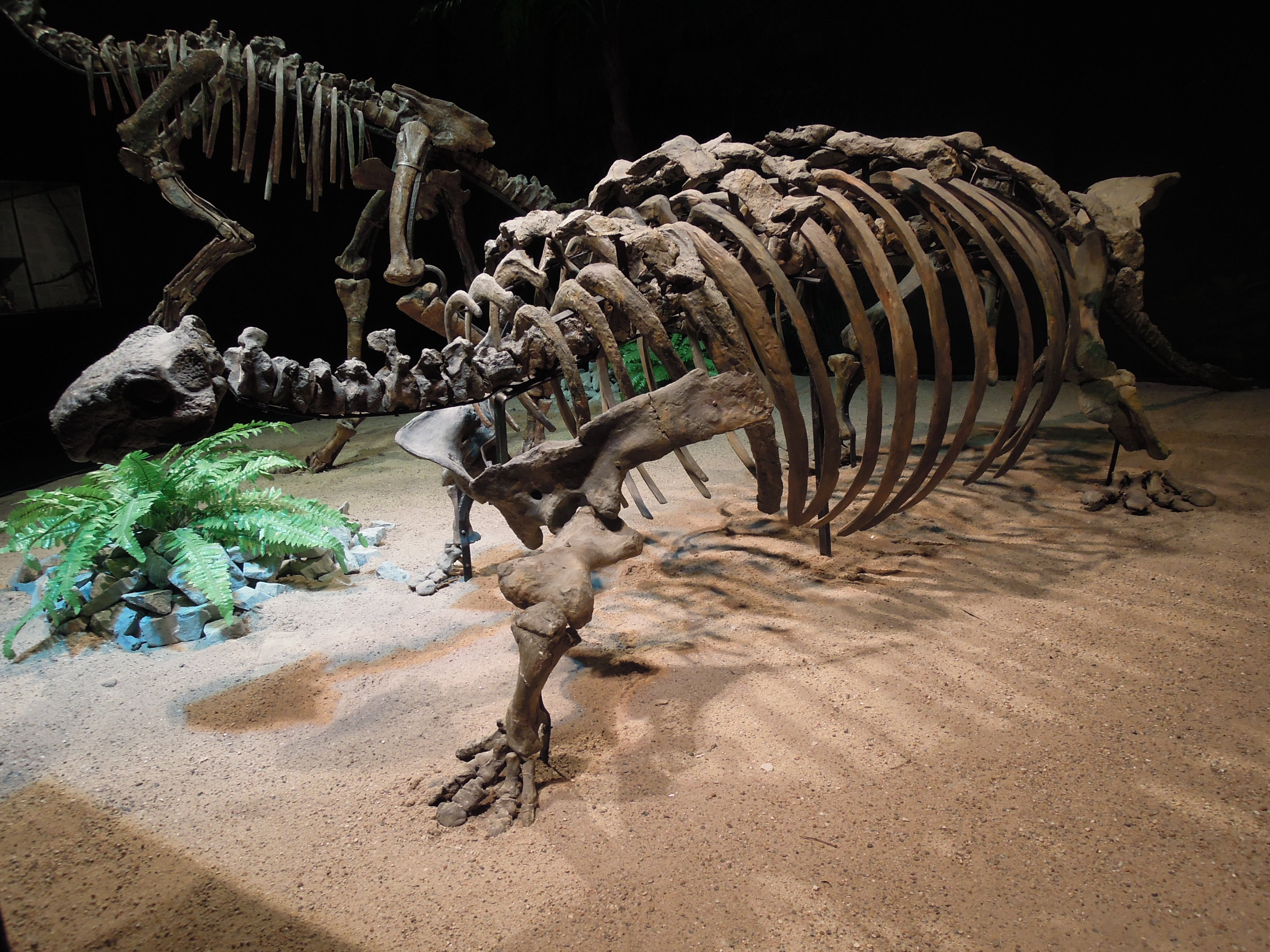
De skeletopstelling in zijaanzicht

Het achterhoofd staat ruwweg haaks op het schedeldak maar is in bovenaanzicht net zichtbaar. Het is breder dan hoog, een typisch ankylosauride kenmerk. De processus paroccipitales staan zijwaarts en iets naar achteren gericht; het quadratum is er niet aan verbonden. Deze uitsteeksels zijn bij de bekende schedels afgebroken zodat niet bekend is of ze aan hun uiteinde verbreed zijn. De achterhoofdsknobbel is een nauwe ovaal die naar achteren en beneden gericht is. Deze condylus occipitalis bestaat alleen uit het basioccipitale, niet ook uit de exoccipitalia. Het basioccipitale heeft een middenrichel met inzinkingen ernaast. De tubercula basilaria van het basisfenoïde vormen geen ruwe dwarsrichel, een basaal kenmerk. De bodem van de hersenholte loopt recht. De fenestra ovalis, de uitholling van het middenoor, vervloeit niet met het foramen jugale. Gevonden losse tanden hebben een verdikte tandbasis, cingulum, waarvan de buitenzijde is ingekeept door ondiepe W-vormige groeven.
In 2014 concludeerde een studie naar het brein, op basis van een CAT-scan van de schedel, dat het de gebruikelijke ankylosauride vorm had: kort met gezwollen reuklobben en grote halsslagaders. Een afwijkend kenmerk was een kleine bovenste uitstulping.
Het Koreaanse materiaal toont schedels met een brede, recht afgesneden, snuit en lange jukbeenhoorns.

#### Postcrania
Talarurus heeft een typisch ankylosauride romp en staart met een platte borstkas en de achterste staartwervels vergroeid tot een 'hendel' voor de staartknots. De opstelling toont een tonvormige romp maar dat is weer een foute reconstructie: de ribben zijn in het midden van de romp een kwartslag naar onderen gedraaid ten opzicht van hun correcte positie en hun bovendelen steken in feite zijwaarts uit. Door deze fout kon ook het bekken niet goed bevestigd worden daar de ribben afhangend de aanzienlijke breedte van de darmbeenderen niet konden halen.
De nekwervels hebben grote doornuitsteeksels en zwak gevormde diapofysen, uitsteeksels voor de bovenste ribgewrichten. Ze hebben onderaan lage kielen en zwak gevormde bulten aan de basis van de achterste gewrichtsuitsteeksels. De ruggenwervels hebben tamelijk brede hypapofysen, verdikkingen van de voorste onderrand. Ook zij hebben grote doornuitsteeksels die bovenaan verbreed zijn. Sommige hebben brede kielen. Malejev meldde een heiligbeen van negen wervels maar de voorste vier daarvan zijn vergroeide dorsosacrale wervels van de sacral rod, dus in feite lendenwervels. De lendenwervels hebben overigens geen uithollingen aan de zijkanten. Hun vrij korte ribben zijn vergroeid met de wervellichamen. De achterste wervel is een ingevangen caudosacrale wervel van de staart. Het precieze aantal staartwervels is onbekend. Bij de 'hendel' van de staart staan de voorste gewrichtsuitsteeksels onder een matige hoek naar buiten, tweeëntwintig tot zesentwintig graden. De staartknots zou tamelijk klein zijn maar dit is wellicht het gevolg van het gebruiken van de knots van een klein individu in de opstelling. De zijlobben van de staartknots zijn niet sterkt verdikt maar vormen meer een snijrand met het breedste punt achteraan. Sommige voorste ribben zijn nogal breed, alsof er een verbening plaatsgevonden heeft van de intercostaalplaten.
De schoudergordel heeft geen opstaande rand tussen schouderblad en ravenbeksbeen. Het schouderblad is relatief lang met een zwak ontwikkelde processus acromialis. Het uiteinde van het schouderblad toont geen duidelijke verbreding. Het ravenbeksbeen is groot en recht. Het schoudergewricht is tamelijk diep over beide assen gemeten. De borstbeenderen zijn vergroeid tot een ruitvormige plaat met vooraan stompe uitsteeksels richting ravenbeksbeenderen.
De voorpoten stonden in feite tamelijk recht onder het lichaam. Het opperarmbeen is robuust maar niet zo extreem als bij Saichnaia. Bij het opperarmbeen loopt de deltopectorale kam naar boven continu over in het caput humeri en deze kop loopt weer continu over in de verbreding naar binnen toe. Naar onder steekt de kam duidelijk af ten opzichte van de schacht. De groeve voor de articulatie met de ellepijp is diep. De ellepijp is matig robuust; de onderkant is echter nogal sterk verbreed en het gewrichtsvlak ervan zet niet ver over de zijkanten voort. Het spaakbeen is erg robuust. De matig robuuste hand draagt vijf vingers.
Het bekken heeft de typisch ankylosauride vorm met een horizontaal georiënteerd darmbeen waarvan het voorblad schuin zijwaarts uitsteekt. Het schaambeen is onbekend. Het zitbeen is bovenaan vrij breed en buigt bol naar achteren. De vier tenen waar Talarurus beroemd van is, berusten hoogstwaarschijnlijk op een vergissing; er zijn geen gepubliceerde gegevens die dwingen er meer dan drie aan te nemen. De vermeende vierde teen, wel gezien als een basaal kenmerk aangezien de Nodosauridae er wel vier bezitten, zou dan volgens Malejew vijf kootjes gehad hebben dus met een formule van 2-3-4-5-0, volgens Maryańska vier: 2-3-4-4-0. De werkelijke formule was 2-3-4-0-0. Ook de hand is een composiet maar hier is het plausibel dat de getoonde vijf vingers het juiste aantal vertegenwoordigen.

### Osteodermen

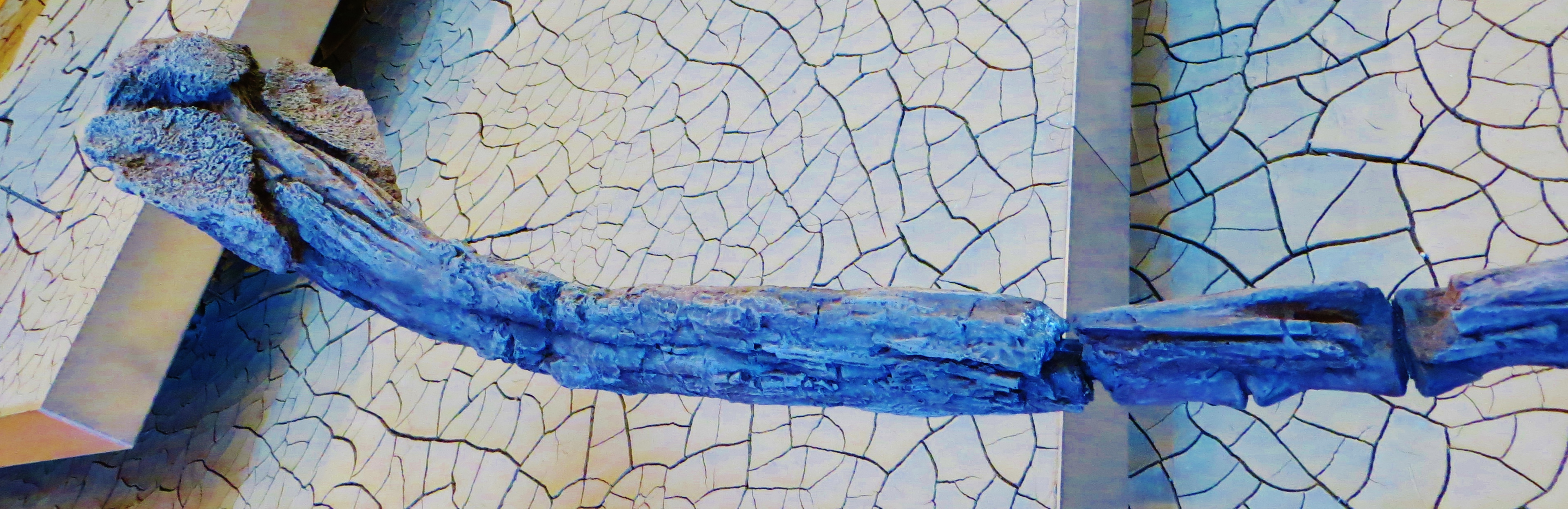
De staartknots

Van de lichaamspantsering, bestaande uit huidverbeningen, osteodermen, is weinig bekend. De nek werd beschermd door twee halsbergen, halve nekringen die de bovenste hals beschermden. Die bestonden uit vergroeide gekielde osteodermen. Stukken halsberg heeft men bij de opstelling ook van de rug laten afhangen, de ruimte tussen de ribben vullend maar dat is dus niet authentiek. Van het werkelijke verdere lichaamspantser is weinig bekend behalve wat stukken osteoderm waarvan de indeling onduidelijk is.

## Fylogenie
Talarurus is een lid van de Ankylosauridae, vermoedelijk meer bepaaldelijk de Ankylosaurinae. De precieze positie in de stamboom is lastig te bepalen. Vroegere analyses zijn op dit punt onbetrouwbaar daar ze de opstelling in Moskou als authentiek aanvaardden. Een analyse van Arbour die hiervoor compenseert heeft Talarurus als zustersoort van Nodocephalosaurus, voornamelijk wegens de overeenkomst in koppantser. Dit zou Talarurus nauwer verwant maken aan Amerikaanse vormen als Ankylosaurus, Anodontosaurus, Euoplocephalus, en Scolosaurus dan aan andere Aziatische soorten. Het resultaat is zeer onzeker wegens het gebrek aan gegevens.